# 熊佛西
熊佛西（1900年12月4日—1965年10月26日），原名熊福禧，笔名戏子，男，江西丰城人，中国剧作家，戏剧教育家，是中国话剧的拓荒者和奠基人之一。

## 生平
熊佛西生于江西丰城。1920年考入燕京大学，翌年加入民众戏剧社，提倡校园戏剧，曾写有反映校园青年生活面貌的四个剧本。毕业后回汉口母校辅德中学任教务主任兼英语教师。1924年赴美国纽约哥伦比亚大学研究戏剧。1926年获得硕士学位回国，任北京国立艺术专科学校戏剧系主任，燕京大学教授，北京大学艺术学院戏剧系主任。期间一方面继续戏剧创作，代表作品有《一片爱国心》（1926）、《醉了》（又名《王三》，1928），另一方面努力培养戏剧人才，将教学实践与探讨戏剧理论相结合，其著作《佛西论剧》于1928年出版。
1932年前后，熊佛西曾在河北定县主持中华平民教育促进会的定县农村戏剧实验，其创作的《屠户》《牛》等剧本颇受欢迎。1936年他的剧本《赛金花》遭到禁演。全面抗战爆发后，熊佛西只身赴长沙成立抗战剧团，巡回演出了《后防》等剧，宣传抗战。1939年3月初在成都创办四川省立戏剧教育实验学校，经常到附近农村表演戏剧。1941年学校解散，熊佛西到重庆就任中央青年剧社社长，不久到桂林，创刊《文学创作》。1944年，他在桂林与田汉、欧阳予倩等人组织了著名的西南第一届戏剧展览会，历时90天，有22个进步戏剧团体参加，对推动进步戏剧运动起了重要作用。
抗战胜利后，熊佛西从1947年起担任上海市立实验戏剧学校校长，致力于戏剧教育事业，邀请洪深、曹禺、黄佐临等人来校任教。他给学校的定位是：“培养人才的目标首先应该注重人格的陶铸，使每个戏剧青年都有健全的人格，是一个堂堂正正的‘人’——爱民族、爱国家、辨是非、有志操的‘人’，然后他才有可能成为一个伟大的艺术家。”
中华人民共和国成立后，上海市立实验戏剧学校改为中央戏剧学院华东分院，后又改名上海戏剧学院，熊佛西一直担任院长。1953～1957年，在学院全面系统地学习苏联戏剧教育经验时，熊佛西主张结合中国的实际学习，十分强调应该认真地向中国优秀民族传统戏剧学习，为此，学院先后邀请周信芳、盖叫天、俞振飞等戏曲表演大师到校演出，并结合演出向师生传授艺术创作经验。1965年10月26日，熊佛西在上海病逝。

## 纪念
1985年12月2日，熊佛西铜像在上海戏剧学院校园揭幕。

## 主要作品
- 《一片爱国心》（1926）围绕一名革命党人与日籍妻子和子女的家庭矛盾展开，充满爱国主义激情。
- 《醉了》（1928）采用刽子手的视角，揭露了善良之人在黑暗社会的逼迫下只能走上邪路。
- 《佛西论剧》（1928）共收入论文15篇，内容涉及戏剧艺术的基本知识，阐述戏剧艺术理论，戏剧评论以及对开展戏剧运动的具体建议等。
- 《写剧原理》（1933）
- 《赛金花》（1937）

## 家庭
妻子朱君允，擅書法，與熊佛西常常以習字、習畫為樂。长子熊性美。